# ロシア航空宇宙防衛軍
ロシア航空宇宙防衛軍 (ロシア語: Войска воздушно-космической обороны, tr. Voyska Vozdushno-Kosmicheskoy Oborony  ВКО ）は、かつてロシア連邦軍に置かれていた独立兵科。航空ミサイル防衛や軍事衛星・プレセツク宇宙基地の運用を任務としている。2011年12月1日に旧ロシア宇宙軍を置き換える目的で編成された。2015年にはロシア空軍と統合され、ロシア航空宇宙軍の一部として再編成された。
公式の英語訳ではaerospaceと訳されているが、航空・宇宙の両方の攻撃に対応しており、ロシア人でも記述する人によっては「air and space」（航空及び宇宙
）と訳している。

## 歴史
1967年、ユーリ・ウォティンツェフ砲兵中将の下で対ミサイル軍と対宇宙防衛軍が組織された。これらは1982年に国防省宇宙部隊に再編された。1991年にソ連が崩壊後、1992年5月7日にロシア連邦軍が設立され、同年8月10日にロシア宇宙軍の設立が許可された。1996年にはロシア戦略ロケット軍と統合されたものの、2001年に再度編成された。
2006年、大統領ウラジーミル・プーチンは2016年の新しい「航空及び宇宙防衛構想」の計画に合意したが、別の軍にするという含みは持たせなかった。2008年、アレクサンドル・ゼーリンはミサイル防衛と宇宙防衛の軍はロシア空軍に統合されるべきと主張した。
2010年11月30日、大統領ドミートリー・メドヴェージェフは航空及び宇宙の防衛は一つの戦略司令部の下で行われるべきで、参謀本部と国防省は宇宙軍を基礎とすると決めていると述べた。2011年4月、宇宙軍の司令官オレグ・オスタペンコ中将は将来のシステムの構想が承認されたと述べた。軍は非公開の大統領令「2016年1月1日までのロシア連邦軍の構造の変更」によって形成された。2011年12月1日に宇宙軍は航空宇宙防衛軍となり、全ての宇宙防衛といくらかの航空防衛が同じ兵科に纏められた。
最初の司令官はオレグ・オスタペンコがそのまま務めたが、2012年11月にロシア国防省の次官に就任したため、2012年12月24日、新司令官としてアレクサンドル・ゴロフコ少将が着任した。
2015年8月、ロシア空軍と指揮系統が統合され「ロシア航空宇宙軍」に再編成された。

## 組織

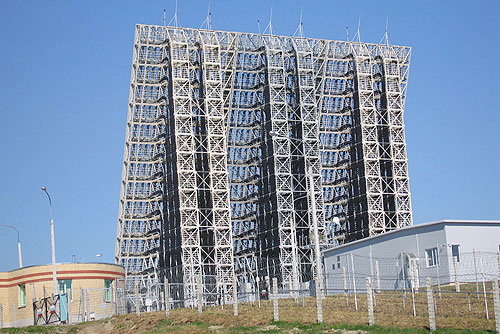
Lekhtusiのレーダー基地

航空宇宙防衛軍は航空宇宙防衛司令部と宇宙司令部から構成される。構成は以下のようになっている。
- ロシア宇宙司令部（英語版） :（当初の司令官は旧チトフ・センター長のOleg Maydanovichである[7]。）
  - 第153 チトフ記念総合宇宙試験管制センター（英語版）  (クラスノズナメンスク)
  - 第820 総合ミサイル攻撃警戒センター（英語版）  (ソルネチノゴルスク（英語版）)
  - 第821 総合宇宙監視センター（英語版）  (モスクワ州ノギンスク-9)
    - ドゥナイ-3Uレーダー（英語版）
    - クローナ宇宙物体観測場（英語版） (カラチャイ・チェルケス、ゼレンチュクスカヤ（英語版）)
    - クローナ-N（英語版） (沿海地方、ナホトカ)
    - 瞬間宇宙監視コンプレックス（英語版） (可動)
    - アクノー（英語版） (タジキスタン)
    - アクノー-S（英語版） (沿海地方)
- プレセツク宇宙基地 
  - クーラ試験場（英語版）
- 航空及び宇宙防衛司令部:(当初の司令官は空軍で防空を担当していたセルゲイ・ポポフである[7]。
  - 第9ミサイル防衛師団 (A-135弾道弾迎撃ミサイルシステム（英語版）、プーシキノ（英語版）)[12]
  - 第4ミサイル防衛旅団 (ドルゴプルドニ)
  - 第5ミサイル防衛旅団 (ヴィドノエ)
  - 第6ミサイル防衛旅団 (ルジェフ)

2014年3月初め、軍のスポークスマンは航空宇宙防衛は宇宙及び地上から機密情報収集とミサイル早期警戒ネットワーク、航空及び宇宙防衛司令部、VKO指揮統制組織、後方支援部門を含むと述べた。その上で国防次官ユーリイ・ボリソフは既存及び将来型の航空宇宙攻撃を阻止する能力を確保するため、航空宇宙防衛兵器系統の構築のために次の6年間、月に20億ルーブルを投資すると述べた。
航空宇宙防衛軍はロシア国内だけでなく、独立国家共同体のアゼルバイジャン、カザフスタン、ベラルーシなどにも早期警戒レーダー基地があり、タジキスタンには宇宙監視を行うアクノーの施設が存在する。

## 施設
ミサイル攻撃早期警戒:
ヴォロネジレーダー (Lekhtusi、アルマヴィル、ピオネールスキー、ミシェレフカ)
ダリャルレーダー (ペチョーラ)
ヴォルガレーダー (ハントサビキ)
ドニエプルレーダー (バルハシュ、ミシェレフカ、オレネゴルスク)
Oko :早期警戒衛星
宇宙監視:
アクノー (タジキスタン)
クローナ宇宙物体観測場 (カラチャイ・チェルケス、ゼレンチュクスカヤ)
ミサイル防衛:
A-135弾道弾迎撃ミサイルシステム
Don-2N

## 歴代司令官
| 氏名                     | 階級 | 在任期間        | 出身校                               | 前職                     |
| ------------------------ | ---- | --------------- | ------------------------------------ | ------------------------ |
| オレグ・オスタペンコ     | 大将 | 2011.12-2012.11 | ジェルジンスキー軍事アカデミー       | 宇宙軍司令官             |
| アレクサンドル・ゴロフコ | 中将 | 2012.12-2015.7  | クルィロフ記念高等軍事指揮・技術学校 | プレセツク宇宙基地司令官 |